# USS Jallao (SS-368)
Za druga plovila z istim imenom glejte USS Jallao.
USS Jallao (SS-368) je bila jurišna podmornica razreda balao v sestavi Vojne mornarice Združenih držav Amerike.
Med drugo svetovno vojno je opravila 4 bojne patrulje.
26. junija 1974 so podmornico prodali Španiji, kjer so jo preimenovali v SPS Narciso Monturiol (S-35).